# 天津事变
天津事变又稱天津事件、便衣队暴乱。是天津特务机关长土肥原贤二在1931年11月为將溥儀從天津日租界的住所秘密帶到東北而在天津製造的一系列事件。

## 背景
1931年九一八事變爆發，日本关东军意欲制造满洲国，擁立溥儀为满洲国元首。另外日本想在天津再次制造事端。9月23日上午，关东军参谋长办公室里进行秘密的四人会议，九一八事变的策划者土肥原贤二提出建立由日本控制、脱离中国本土的“满蒙王族共和国”。日本中央军事机构根据这一方案制定了《满洲问题处理方针纲要》，并派土肥原贤二到天津，秘密策划混乱，土肥原贤二还要挟持溥仪去东北。11月初土肥原贤二由沈阳潜入天津，天津《益世报》1931年11月3日报道土肥原已于11月2日从沈阳秘密抵津，並详细说明他居住在常盘旅馆。11月4日，该报记者又证实，土肥原确实已经到达天津数天，行踪诡秘。此外还分析他来津的目的，其中有一项是要把溥仪挟持到东北，并推算出他还会给天津制造一些麻烦，妨碍社会治安。鉴于这些情报，中国方面也做了相应的准备。日本人收买2000多人，大多是土匪、兵痞、流氓、吸毒客等，一天几角钱工资。
土肥原贤二不顾日本外相幣原喜重郎的反对便接近居住在天津的溥儀。而早在10月的一个夜晚，土肥原进入了溥仪的静园。他温和恭顺地对溥仪说：张学良把满洲闹得民不聊生，日本人的权益和生命财产得不到任何保证，日本因此而出兵。关东军绝无领土野心，诚心诚意地要帮助满洲人民建立自己的新国家，国不能无主，你不要错过这个机会，尽快回到祖先的发祥地领导这个国家。溥仪当即表示同意。但由于日本军部和内阁认识仍未统一，溥儀犹豫不定。11月5日溥儀在天津召集陳寶琛、鄭孝胥、胡嗣瑗、袁大化、鐵良會商赴東北的事（陳反對，鄭贊同）。11月6日，土肥原贤二在天津以果筐致送炸彈，以威脅溥儀。

## 冲突
11月8日夜11時（一说10时30分），土肥原策動張璧、李際春等千餘人分三路自天津日租界襲攻河北省政府及公安局，日軍開砲助之。城内交通断绝，商铺闭门，大批难民流离失所，许多无辜民众在混乱中致死。天津市当局宣布戒严，拘捕61人。天津市市长兼公安局长张学铭命手下天津市公安局特务总队队长解方与贾陶、孙铭久、黄冠南等四人保卫省市政府。解方告诸保安曰：“我先行，你们跟上！”戎服佩刀，一鼓而击之。一区六所的争夺战尤为激烈，双方均伤亡多人，先被便衣队攻占，保安队击退便衣队，接着又被大批冲来的便衣队抢占。战斗至深夜11时30分，便衣队企图袭击闸口电话局。闸口附近的一区一所被猛冲上来的便衣队所占据，其他各处虽有便衣队猛烈进攻，均被保安队击退。保安队击毙暴乱分子60余人，捕获300多人，斩首和枪决了40多人。日租界和附近的中国管区宣布戒严。日军的装甲车以“保护”的名义开到了静园门口，溥仪按土肥原的精心安排潜出家门。次日天津軍營因日方要求撤退至離日租界三百米地，便衣隊一度攻佔省政府。11月10日持续暴乱，張學良增調二旅进津，張璧逃赴瀋陽。日軍艦開向天津，並在塘沽開砲。溥儀得日本關東軍瀋陽特務機關長土肥原之助，秘密離天津走大沽，鄭孝胥、鄭垂父子同行（11月13日到營口）。暴乱到12日缓和。15日，东北军当局在与日方谈判时妥协，答应了日本人的要求。但是日本人仍用大炮轰击了河北省市政府和警察局。
26日，日军又联络張璧和李際春等人暴乱。当晚，日租界电灯熄灭，日軍徹夜砲轟華界。暴徒攻击省、市政府和电话局等单位，27日日軍繼續砲轟華界，並要求中华民国军队退出二十里外，取消敵對行為，停止河北軍事行動，禁止反日運動。日本艦隊向天津開動。冲突至29日，河北省政府求和，主席王樹常进一步将军队向后撤退，30日保安队亦退出天津市区，并撤出所有防御工事，日本要求警察也撤出。日軍向華界出兵。中国军人在一片哭泣声中撤离了自己的防线，旁观的群众都是垂泪相送。12月1日起，日租界内部分街道电灯开放，日本商人悬挂日本国旗，庆祝胜利，还强迫中国居民也要悬挂日本国旗，否则就要有牢狱之苦。
天津事变平息后，南京政府授予解方、贾陶、孙铭久、黄冠南四人青天白日勋章，人称张学铭麾下“四大金刚”。发动事变的日军头目土肥原叹曰：“想不到学生（指解方）打老师这么狠。”

## 便衣队员身份
便衣队员马龙亭供称，他们从万国公寓领取枪支，并且在日本人那里接受训练。“我的支队部设在日租界余庆里5号。分队分驻万国公寓和华中公寓，枪支是在万国公寓领的。第一分队，领手枪20把；第二分队领手枪25把；三队、四队各领手枪20把。子弹每把枪100粒。每人的饭费，一天有1元或6角、4角的不等。我总共领了5000元。各分队领了枪后，分向中原公司、卫生池、老九章、芦庄子去布防，以便向华界进攻，日本人在后头拿枪督促。及至中日交界时，日本人便退回去了，拉上电网，我们进退两难，遂被捕获。”便衣隊員张金海称：自己在塘沽太古码头大窝伙小房子里住。平常靠给船上卸货度日，一天能赚两角钱。后来有人让他们给日本人充当便衣队。由日本军官每天加紧训练，每天给大洋2角。一天下午一点多钟时，他和另外7个人各带手枪，登车来天津卫，要到谦德庄8号集合，探听消息。结果从东站到东浮桥时，被保安队抓住。